# Aldama, Chihuahua
Aldama là một đô thị thuộc bang Chihuahua, México. Năm 2005, dân số của đô thị này là 19879 người.